# 北条館
北条館（ほうじょうだて）は、岩手県紫波郡紫波町大字北日詰字城内にあった日本の城。

## 概要
東西180メートル、南北250メートルの規模で、東は北上川、西はあずま街道（鎌倉街道）、西・北辺には濠跡の水田（8.5 - 12メートル幅）が残り、南・北側には北上川支流の平沢川・滝名川が流れる、水陸共に交通の要地にあたる。現在は稲荷、千手観音、薬師如来が残る。

## 歴史・沿革
築城年代は不明であるが、陸奥国志和郡日詰村に所在した、館主は樋爪氏の一族とも、北条氏の末裔とも言われているが、戦国期の郡主斯波氏の家臣日詰氏の比爪城が当館とする説もあり、天正20年（1592年）の諸城破却書上には、「肥爪 平城 破 信直抱 代官 川村 中務」と書かれ破却された。
2018年（平成30年）4月から岩手県埋蔵文化財センターによる発掘調査が行われており、堀、土塁、掘立柱建物跡などが検出されている。

## 参考資料
- 『岩手県史 第2巻 中世篇 上』岩手県、1961年3月25日。
- 「角川日本地名大辞典」編纂委員会『角川日本地名大辞典 3 岩手県』角川書店、1985年。ISBN 4040010302。
- 児玉幸多、坪井清足『日本城郭大系 第2巻 青森・岩手・秋田』新人物往来社、1980年7月15日、259頁。